# Rugby playa en los Juegos Centroamericanos y del Caribe Mar y Playa 2022
El rugby playa en los Juegos Centroamericanos y del Caribe Mar y Playa de Santa Marta 2022 estuvo compuesto de dos torneos, uno masculino y otro femenino, que se disputó el 24 y 25 de noviembre de 2022.

## Equipos participantes
- Barbados (24)
- Colombia (24)
- Venezuela (12)

## Torneo femenino

### Fase de grupos
| Pos. | Equipo    | Encuentros | Encuentros | Encuentros | Encuentros | Puntos |
| Pos. | Equipo    | jugados    | ganados    | empatados  | perdidos   | Puntos |
| ---- | --------- | ---------- | ---------- | ---------- | ---------- | ------ |
| 1    | Colombia  | 4          | 3          | 1          | 0          | 14     |
| 2    | Venezuela | 4          | 2          | 1          | 1          | 10     |
| 3    | Barbados  | 4          | 0          | 0          | 4          | 0      |

| 24 de noviembre | Barbados | 1 - 10 | Colombia |  |  |

| 24 de noviembre | Barbados | 1 - 8 | Venezuela |  |  |

| 24 de noviembre | Colombia | 7 - 7 | Venezuela |  |  |

| 25 de noviembre | Venezuela | 5 - 6 | Colombia |  |  |

| 25 de noviembre | Colombia | 12 - 0 | Barbados |  |  |

| 25 de noviembre | Venezuela | 8 - 2 | Barbados |  |  |

### Medalla de oro
| 25 de noviembre | Colombia | 8 - 4 | Venezuela |  |  |

## Torneo masculino - Copa Amistad Internacional
- Al no lograrse completar los participantes mínimos para considerar la competición oficial, se disputó un torneo amistoso entre los dos participantes.

### Fase de grupos
| Pos. | Equipo   | Encuentros | Encuentros | Encuentros | Encuentros | Puntos |
| Pos. | Equipo   | jugados    | ganados    | empatados  | perdidos   | Puntos |
| ---- | -------- | ---------- | ---------- | ---------- | ---------- | ------ |
| 1    | Colombia | 3          | 3          | 0          | 0          | 9      |
| 2    | Barbados | 3          | 0          | 0          | 3          | 0      |

| 24 de noviembre | Barbados | 3 - 8 | Colombia |  |  |

| 24 de noviembre | Barbados | 4 - 12 | Colombia |  |  |

| 25 de noviembre | Barbados | 5 - 13 | Colombia |  |  |

## Medallero
| Núm.  | País      | Oro | Plata | Bronce | Total |
| ----- | --------- | --- | ----- | ------ | ----- |
| 1     | Colombia  | 1   | 0     | 0      | 1     |
| 2     | Venezuela | 0   | 1     | 0      | 1     |
| 3     | Barbados  | 0   | 0     | 1      | 1     |
| Total | Total     | 1   | 1     | 1      | 3     |